# 霜月骚动
霜月騷動（日语：／）是發生在鎌倉時代後期，弘安8年11月17日（1285年12月14日），鎌倉幕府內部的政變。有力御家人安達泰盛在第八代執權北條時宗死後，推行弘安徳政，要求幕政改革，並與内管領平賴綱對立。安達氏及其盟友因受到賴綱方的先制攻擊而滅亡。

## 背景
鎌倉時代後期，得宗專制，執權、連署、評定眾逐漸形式化，取而代之的則是由北條氏得宗的親信所組成的寄合眾，寄合成為幕府實質中樞決策機構。北條氏得宗的被官、御内人地位也跟著提升，與此相對，原先幕府的御家人則被稱為外樣。安達氏為鐮倉幕府的老牌御家人，其家祖安達盛長是初代將軍源賴朝的近侍，且安達氏長期與北條氏聯姻，在比企氏、和田氏、三浦氏相繼敗亡後，逐漸接近政治中心；長崎氏為北條氏得宗的被官，而後逐漸成為御内人的筆頭（內管領），隨著北條氏得宗權力的集中，長崎氏勢力也跟著擴張。
弘安7年（1284年），鎌倉幕府第八代執權北條時宗去世，由其僅有13歲的兒子北條貞時繼位。當時幕政由有力御家人兼北條氏得宗的外戚安達泰盛及內管領平賴綱把持。因元日戰爭剛結束，日本尚處在一軍事緊張時期，為維持幕府的穩定且解決武士、寺社抵禦元軍入侵的恩賞問題，安達泰盛欲推行政治改革，史稱弘安德政。幕府先是公布「新御式目」，以此為改革的基準，內容包括恢復鎮西的神領、鎮西名主職的安堵、鎮西非御家人御家人化等等，新政涉及治安、經濟、訴訟制度。與此相對，朝廷方面，龜山上皇也跟著推動訴訟制度的改革。然，安達泰盛的新政受到一定程度的反對，非御家人御家人化、守護權限強化等政策侵害相關既得利益者。
霜月騷動普遍被認為是以安達泰盛為首的御家人派與以平賴綱為首的御内人之間的衝突，安達泰盛欲提高將軍（鎌倉殿）的權威，壓制北條氏得宗及御内人並推行弘安德政。然，基於安達泰盛同時為北條氏得宗的外戚，也有認為霜月騷動只係得宗專制的內部鬥爭，平賴綱等人只是為了保護個人的既得利益才攻擊安達泰盛。

## 經過
弘安8年（1285年）11月17日，安達泰盛原先待在其位於鐮倉松谷的別墅，巳時，因周遭的騷動，安達泰盛感覺有異樣，故於午時前往其塔之辻的宅邸(靠近小町大路及横大路，也比較接近將軍御所)，接著，其前往北條貞時的宅邸。於途中遭遇平賴綱率軍埋伏，安達泰盛一行人30人戰死，10人負傷。爾後雙方展開合戰，激烈到北條貞時必須撤離其宅邸，將軍御所也因此失火，最終賴綱方佔據優勢，以安達泰盛、宗景父子為首約500名御家人自盡或陣亡。安達方陣亡名單包括，安達長景、安達時景、大曾禰宗長、少貳景泰、二階堂行景等多名引付眾，以及伯耆守護三浦頼連。
而後，幕府開始追討在地方的安達一門及其同黨，遠江的安達宗顕、常陸的安達重景、信濃的伴野彦二郎盛時、武藏的武藤少卿左衛門，紛紛自害；北條一門的金澤顯時係安達泰盛女婿，故流放至下總國；九州方面，肥後守護代安達盛宗與前來追討之幕府軍展開合戰，最終戰死（岩門合戰）。

## 後續
安達泰盛身亡後，幕政由平頼綱主持，平頼綱也推出一系列的改革，然廢除弘安德政中恢復鎮西的神領、名主職等項目，元日戰爭的恩賞問題也由沒收安達氏及其盟友的領地予以解決。弘安10年（1287年），因懷疑大覺寺統的龜山上皇對幕府懷有異心，持明院統的伏見天皇在幕府的支持下即位，龜山上皇停止院政。正應2年（1289年），幕府解除時任將軍惟康親王之職，伏見天皇之弟久明親王繼任將軍。
平頼綱大權獨攬，壟斷幕政。正應6年（1293年），北條貞時誅殺平頼綱，史稱平禪門之亂。不過安達氏庶流安達時顯及長崎氏庶流長崎圓喜、長崎高資父子日後都重回政治舞台，共掌幕府實權。

## 逸話
《保曆間記》記載，安達宗景言其祖父安達景盛為鐮倉幕府初代將軍源賴朝的私生子，故要改姓源氏；見此，平賴綱向北條貞時進讒言，安達氏欲自立為將軍，有謀反的嫌疑。
弘安6年（1283年），延曆寺因不滿安達泰盛介入其旗下寺社的人事安排，故展開調伏儀式，詛咒安達泰盛及其同黨；霜月騷動後，安達泰盛身亡，延曆寺對此洋洋得意。